# Praia do Molhe (São Francisco do Sul)
A praia do Molhe  é uma das praias localizadas no município de São Francisco do Sul, no estado brasileiro de Santa Catarina, localizada entre a Enseada e o Terminal Marítimo da Petrobrás. De difícil acesso, ela é frequentada geralmente por surfistas e pescadores.